# Слепая любовь (фильм, 2006)
«Слепая любовь» (хинди फ़ना) — индийский фильм на языке хинди, снятый в 2006 году режиссёром Куналом Кохли.

## Сюжет
Слепая от рождения, Зуни (Каджол) с благословения родителей отправляется на учебу в Дели. Очень непросто освоиться ей в новом для неё мире. Но однажды на экскурсии она знакомится с гидом Реханом (Аамир Хан). Она очень нравится Рехану и он окружает её заботой и вниманием. Молодые люди решают пожениться. Но неожиданно выясняется, что Рехан совсем не тот человек, за кого себя выдаёт…

## В ролях
| Актёр          | Роль                                                  |
| -------------- | ----------------------------------------------------- |
| Каджол         | Зуни Али Бек                                          |
| Аамир Хан      | Рехан Кадри / Рехан Хан / капитан Ранджив Сингх       |
| Риши Капур     | Зульфикар Али Бек                                     |
| Али Хаджи      | Рехан Р. Бек                                          |
| Шайни Ахуджа   | майор Сурадж Ахуджа                                   |
| Джаспал Бхатти | Джолли Гуд Сингх                                      |
| Враджеш Хирдже | Балваанте                                             |
| Кирон Кхер     | Нафиса                                                |
| Лара Датта     | Зинат                                                 |
| Шрути Сет      | Фатти (Фатима)                                        |
| Санайя Ирани   | Бобо (Мебоба)                                         |
| Гаутами Капур  | Руби (Рубина)                                         |
| Лилет Дубей    | инструктор по танцам                                  |
| Ахмед Хан      | дедушка Рехана                                        |
| Шарат Саксена  | Рахул Рават (офицер антитеррористической организации) |
| Сатиш Шан      | Рам Сингх                                             |

## Производство
Съемки проходили в Индии (Дели, Мумбаи), Малайзии, а зимние сцены на военной базе снимали в Польше, в горах Татры, недалеко от Закопане. Первоначальные планы съемок в Кашмире были сорваны из-за неспокойной ситуации и трудностей с обеспечением безопасности группы.
Для съемок в Дели Кунал Кохли получил разрешение от организации, защищающей исторические памятники города: Кутб Минар, Джантар Мантар, Красный форт, Сады Лоди и другие. Несмотря на скептицизм чиновников, побоявшихся, что съемки привлекут повышенный приток поклонников актеров на площадку, Кунал получил это разрешение за плату 5000 рупий в день.
Аамир Хан снимался в Малайзии только один день, но успел дать интервью местной прессе, которая прождала его ради этого полдня.
Хан получил за работу в фильме 60 млн. рупий.
Аамир впервые работал с Yash Raj Films за 14 лет до «Слепой любви» — в провальной драме «Неписаный закон».
Это первая работа Каджол и Аамира как романтической пары, до этого они играли названых брата и сестру в фильме «Страсть».
Голоса Каджол и Аамира Хана задействованы вместе с такими певцами, как Сону Нигам, Суниджи Чохан, Бабул Суприе, Махалакшми Айер, в песнях «Mere Haath Mein» и «Chanda Chamke». Для Аамира это не первый вокальный опыт — он пел в фильмах «Непокорившийся судьбе», «Мятежная душа», «Баллада о Мангале Пандее» и «Цвет шафрана».

## Саундтрек
Все тексты написаны Прасун Джоши (англ. Prasoon Joshi), вся музыка написана Джатин Пандит, Лалит Пандит..
| №  | Название            | Исполнитель                                                | Длительность |
| -- | ------------------- | ---------------------------------------------------------- | ------------ |
| 1. | «Chand Sifarish»    | Шантану Мукхерджи, Кайлаш Кхер                             | 4:37         |
| 2. | «Mere Haath Mein»   | Сону Нигам, Сунидхи Чаухан, Аамир Хан, Каджол              | 4:48         |
| 3. | «Des Rangila»       | Махалакшми                                                 | 5:18         |
| 4. | «Dekho Na»          | Сону Нигам, Сунидхи Чаухан                                 | 5:24         |
| 5. | «Chanda Chamke»     | Бабул Суприе, Махалакшми, Акшай Бхагват, Аамир Хан, Каджол | 3:50         |
| 6. | «Destroyed In Love» | —                                                          | 4:52         |
| 7. | «Fanaa For You»     | DJ Aqeel                                                   | 4:26         |

## Награды
Filmfare Awards
- Filmfare Award за лучшую женскую роль — Каджол[1]
- Filmfare Award за лучший мужской закадровый вокал — Шаан и Кайлаш Кхер — «Chand Sifarish»[1]
- Filmfare Award за лучшие слова к песне для фильма — Прасун Джоши (англ. Prasoon Joshi)[1]
- Номинирован на Filmfare Award за лучшую музыку к фильму

Zee Cine Awards
- Zee Cine Award за лучшую женскую роль — Каджол
- Zee Cine Award за лучший мужской закадровый вокал — Шаан — «Chand Sifarish»

IIFA Awards
- IIFA Award за лучшие слова к песне — Прасун Джоши
- IIFA Award за лучший мужской закадровый вокал — Шаан — «Chand Sifarish»[2]

Star Screen Awards
- Star Screen Award за лучший мужской закадровый вокал — Шаан — «Chand Sifarish»